# 狗狗猩猩大冒險
《狗狗猩猩大冒險》，港譯《阿笨與阿占》是一套動物達成任務的寫真歷險節目。
節目原是日本電視台《天才！志村動物園》（天才!志村どうぶつ園）內的一個單元節目，由2005年8月中旬起播映至今。主角小龐與詹姆斯接受馴獸師宮澤厚先生的指示，由小龐領着忠實夥伴詹姆斯出行，學習人類生活的禮儀之餘，並努力達成宮澤先生給他們的任務。
節目內宮澤先生先交託任務予小龐（給牠舐一下認味道或給牠一個樣本傍身），任務途中有不少是城市人從小必經學習的如坐火車站買票、聽從店主或車務人員指示，善用背包銀包和穿衣，甚至是拍照等等，還曾經解決詹姆斯登船或過河的大問題，但小龐的機智與天真反應、加上看似傻戇但身手亦敏捷的詹姆斯幫助之下，問題迎刃而解。
由於牠倆在節目中的互動有點像小朋友般頑皮與親切，但亦有互不協調或疏忽弄得一團糟的滑稽時候（如自動售票機因為按錯按紐買多了票或者一起乘升降機但沒按層數以致白等），更有與旁人的互動（如跟着路過小朋友一起走、與在旁野餐的居民分享食物或與店主不明所以等等），過程輕鬆且讓人捧腹大笑，此單元在日本播出時比同時段的其他綜藝節目收視還要高，主角更因此單元帶來更多演出機會如廣告等，本節目於2005末開始單獨發行片集DVD。

## 主角介紹

### 宮澤 厚
宮澤厚，1959年6月28日生於宮崎縣川南町，三歲移居靜岡縣，東京農業大學畜產學科畢業後，任職動物影片製作公司，曾拍攝數部自編自導八厘米動物影片。1993年7月起到宮崎縣及栃木縣動物園與當馴獸師，訓練不少動物明星並在節目或公開場合亮相，因而聲名大噪。2004年3月至阿蘇卡德利動物樂園宮澤劇場工作，與小龐一起由此成名。
宮澤現定居熊本縣，已婚並有一子，2019年成為阿蘇卡德利動物樂園的園長。

### 小龐
2001年10月1日出生，是一隻雄性黑猩猩，2004年1月起被宮澤厚訓練，性格調皮溫厚，好奇心旺盛。劇中牠的女朋友為波可，愛吃香蕉、蛋糕、草莓、雪糕。
於2004年2月由北海道札幌市轉讓到宮崎縣宮崎市的動物園，原目的是為了促進繁殖。其後分別開始日本電視台《天才！志村動物園》及東京廣播公司《動物異想天開》（どうぶつ奇想天外）的節目演出。2005年8月3日，日本環境省懷疑熊本縣阿蘇市的動物園「阿蘇卡德利動物樂園」讓小龐頻繁演出電視節目違反《野生動植物保存法》，決定開始向園方查詢詳情。當局並會參考專家意見，調查小龐演出是否會導致過度壓力，影響繁殖。
2012年9月6日驚傳進入繁殖期獸性大發，咬傷一名女性實習生。園方預定在2012年7月到2013年4月為牠風光舉辦退休公演，沒想到發生咬人意外，演出被迫緊急暫停，等於也是宣告提早退休。
完成拍攝後，定居阿蘇卡德利動物樂園（位於熊本縣阿蘇市），並於2015年9月22日生下女兒，取名為布丁。
2024年5月，阿笨開始與宮澤先生再度合作。影片開首，阿笨一看到宮澤先生便立即擁抱著他，表現得相當熟稔，還興奮地發出聲音，玩弄著宮澤先生的衣鈕。宮澤先生更指阿笨已經22歲，但仍然可愛，以後會定時在YouTube頻道「パンくん宮沢さんTV」更新阿笨的情況。

### 詹姆斯
2003年12月19日出生，是一隻雄性鬥牛犬，性格調皮但一樣好奇心旺盛，最愛吃牛肉條、牛肝或豬肝、干酪、海綿蛋糕、熱狗。
詹姆斯已婚，與同屬鬥牛犬的同伴美奈子（英文名Lillian，比詹姆斯年幼一年，同屬宮澤劇場）於2006年1月24日誕下兩隻雄性、三隻雌性小狗。
2016年3月8日病逝，享壽12歲。

## 播出
以下均指當地時間。日本時間為UTC+9，台灣及香港時間為UTC+8。
- 日本：2005年8月18日起，逢星期四晚七時於日本電視台《天才！志村動物園》節目內播出。
- 臺灣：2006年4月22日至8月19日，逢星期六晚六時於JET日本台播出第一季，由配音員蔣篤慧旁白，當季最高收視0.98%，約18萬4千人收看，創下該台最高收視；2007年1月20日至2月17日逢星期六晚九時播放第二季。
- 香港：2006年7月14日至9月29日逢星期五晚上七時於無綫電視翡翠台播出第一輯，第二輯則於2007年8月12日至10月14日逢星期日晚上九點半播出，由I Love U Boyz旁白和配音。

## 争议
节目中，猩猩咧开嘴唇露出牙齿笑的动作是一個令人印象深刻的動作。然而，这个动作，对于黑猩猩来说，表示的并不是高兴，而是害怕。许多马戏团会逼着黑猩猩向观众露出笑脸，这种行为践踏了动物福利。这就好比逼着一个人类用尖叫、抽搐来表示心情舒畅一样。

## 片集發行
- ，2005年11月23日發行
- 《2》，2006年3月24日發行

## 外部連結
- 《天才！志村動物園》主頁 （页面存档备份，存于） （日語）

## 節目的變遷
| 日本 日本電視台 | 日本 日本電視台                    | 日本 日本電視台 |
| --------------- | ---------------------------------- | --------------- |
|                 | 狗狗猩猩大冒險 （2005年8月18日－） |                 |
| —               | —                                  |                 |

| 臺灣 JET日本台 | 臺灣 JET日本台                                                                                            | 臺灣 JET日本台 |
| -------------- | --- | -------------- |
|                | 狗狗猩猩大冒險 第一季 （2006年4月22日-2006年8月19日） 狗狗猩猩大冒險 第二季 （2007年1月20-2007年2月17日） |                |
| —              | — |                |

| 臺灣 國興衛視 | 臺灣 國興衛視  | 臺灣 國興衛視 |
| ------------- | -------------- | ------------- |
|               | 狗狗猩猩大冒險 |               |
| —             | —              |               |

| 香港 無綫電視翡翠台 | 香港 無綫電視翡翠台                                                                                  | 香港 無綫電視翡翠台 |
| ------------------- | --- | ------------------- |
|                     | 阿笨與阿占 第一季 （2006年7月14日-2006年9月29日） 阿笨與阿占 第二季 （2007年8月12日-2007年10月14日） |                     |
| —                   | — |                     |